# Tevastar
Tevastar (em védico: त्वष्टृ; romaniz.: Tvaṣṭṛ), no hinduísmo, é um dos aditias, ou seja, os filhos de Aditi. Segundo o Rigueveda, é um deus artesão, cuja forma é desconhecida, salvo seus braços que são representados segundando um machado de ferro. Produz muitos objetos e adorna todos os seres com forma.